# David Pastrňák
David Pastrňák (Havířov, República Checa, 25 de mayo de 1996), apodado Pasta, The Marksman o Pastrnasty, es un jugador profesional checo de hockey sobre hielo que se desempeña en la posición de extremo derecho en Boston Bruins, equipo de la National Hockey League (NHL).

## Carrera
Fue seleccionado en la primera ronda en la NHL Entry Draft de 2014. Hizo su debut profesional con el equipo Boston Bruins, donde lleva jugando diez temporadas.